# جوزف ویتورث
جوزف ویتورث (به انگلیسی: Joseph Whitworth) (زاده ۲۱ دسامبر ۱۸۰۳ و مرگ ۲۲ ژانویه ۱۸۸۷) یک مهندس و مبتکر انگلیسی بود.
در سال ۱۸۴۱ میلادی او با استانداردسازی نسبت ابعاد ساخت شیارهای پیچ و مهره در انگستان، که به افتخار وی سیستم ویتورث نامیده شد، اثر مهمی در تاریخ ایجاد استانداردهای بین‌المللی در صنایع از خود باقی گذاشت.
ویتورث همچنین در زمینه ساخت سلاح فعال بود و چندین اختراع به نام وی ثبت شده است.
او که در دوران زندگی خود ثروت زیادی اندوخته بود، بخش عمده این ثروت را در وصیتش به مردم منچستر بخشید که کمک مؤثری در ساخت یک بیمارستان محلی بود. از این رو خیابانی در منچستر به یاد وی خیابان ویتورث نامیده می‌شود.
در حال حاضر شرکت آرمسترانگ ویتوورث که همچنان مشغول فعالیت است، محصول ادغام شرکت قدیمی متعلق به وی و چند شرکت دیگر است.